# 7268 Chigorin
7268 Chigorin este un asteroid din centura principală de asteroizi.

## Descriere
7268 Chigorin este un asteroid din centura principală de asteroizi. A fost descoperit pe 3 octombrie 1972 la Observatorul de Astrofizică din Crimeea de Liudmila Juravliova. El prezintă o orbită caracterizată de o semiaxă mare de 2,26 ua, o excentricitate de 0,19 și o înclinație de 4,5° în raport cu ecliptica.